# Cromstrijen
| Gemeentegrenzen Wijkgrenzen Buurtgrenzen Autosnelweg Secundaire weg Spoorweg |  |  | ██ Geselecteerde gemeente ██ Bebouwd gebied ██ Bos of park ██ Binnenwater, rivier of kanaal |

Cromstrijen en omgeving

Cromstrijen (uitspraakⓘ; plaatselijk dialect: Cromstrien) is een voormalige gemeente in de Nederlandse provincie Zuid-Holland. De gemeente telde in april 2016 12.792 inwoners en heeft een oppervlakte van 70,31 km² (waarvan 15,94 km² water). De gemeente bestond sinds 1 januari 1984, na de gemeentelijke herindeling van de Hoeksche Waard door samenvoeging van de gemeenten Klaaswaal en Numansdorp.
Vanaf 1 januari 2019 maakt de gemeente Cromstrijen samen met de gemeenten Korendijk, Strijen, Binnenmaas en Oud-Beijerland deel uit van de gemeente Hoeksche Waard.
De naam Cromstrijen komt van de vroegere ambachtsheerlijkheid Cromstrijen.

## Kernen
Klaaswaal, Numansdorp (gemeentehuis) en de buurtschappen Bommelskous en Schuring.

## Topografie
Topografische kaart van de gemeente Cromstrijen, per maart 2017

## Gemeenteraad
De gemeenteraad van Cromstrijen bestond uit 15 zetels. Hieronder staat de samenstelling van de gemeenteraad sinds 1998:
| Cromstrijen '98 | - | - | 3  | 4  | 3  | 3  | 4  |
| CDA             | 4 | 3 | 2  | 3  | 3  | 3  | 3  |
| VVD             | 4 | 4 | 3  | 2  | 3  | 3  | 3  |
| D66             | - | 3 | 1  | 1  | 1  | 2  | 2  |
| SGP             | 1 | 1 | 2  | 2  | 1  | 1  | 2  |
| PvdA            | 6 | 4 | 3  | 2  | 3  | 2  | 1  |
| GroenLinks      | - | - | 1  | 1  | 1  | 1  | -  |
| Totaal          |   |   | 15 | 15 | 15 | 15 | 15 |

In verband met een per 1 januari 2019 voorgenomen fusie zijn er in 2018 geen gemeenteraadsverkiezingen geweest.

## Cultuur

### Monumenten
In de gemeente waren er een aantal rijksmonumenten en oorlogsmonumenten, zie:
- Lijst van rijksmonumenten in Cromstrijen
- Lijst van oorlogsmonumenten in Cromstrijen

### Kunst in de openbare ruimte
In de gemeente Cromstrijen zijn diverse beelden, sculpturen en objecten geplaatst in de openbare ruimte, zie:
- Lijst van beelden in Cromstrijen

## Trivia
- Jacob de Witt, burgemeester van Dordrecht uit de Gouden Eeuw, was heer van Cromstrijen.